# Saint-Michel-en-Beaumont
 Saint-Michel-en-Beaumont  es una población y comuna francesa, en la región de Ródano-Alpes, departamento de Isère, en el distrito de Grenoble y cantón de Corps.

## Demografía
| 99 | 65 | 55 | 48 | 30 | 30 |
| Para los censos de 1962 a 1999 la población legal corresponde a la población sin duplicidades (Fuente: INSEE [Consultar]) |    |    |    |    |    |